# Spécial Investigation
Spécial Investigation est une émission de reportage et d'investigations diffusée sur Canal+ de septembre 2002 à juin 2016, qui a pris le relais de Lundi Investigation et 90 Minutes, précédentes émissions d'investigation diffusée sur Canal+. 
Le journaliste d'investigation Paul Moreira qui avait fondé ces deux émissions en 1999 et 2003 a quitté Canal+ 2006 pour créer cette fois l'agence de presse Premières Lignes télévision, qui est dès ses débuts un fournisseur important d'enquêtes pour Spécial Investigation mais aussi pour Cash Investigation, fondée en 2012 par Elise Lucet.
A partir du milieu des années 2010, l'émission a subi des pressions contre ses révélations, dénoncées par l'équipe rédactionnelle,
En 2016, Geoffrey Livolsi, Nicolas Vescovacci, les deux auteurs d'une enquête qui devait être diffusée le 18 mai 2015 dans Spécial investigation, et Jean-Pierre Canet, rédacteur en chef du documentaire, ont déposé une plainte pour « entrave à la liberté d'expression », « abus de biens sociaux » et « abus de pouvoir », pour protester contre ces pressions. D'après leur plainte, Vincent Bolloré, président depuis 2014 du conseil de surveillance de Vivendi, maison mère de Canal+, a appelé l'ancien directeur général de la chaîne cryptée, Rodolphe Belmer, depuis limogé, pour « exiger la déprogrammation du documentaire », en mettant en avant ses liens d'amitié et d'affaires avec le patron de la banque dont le documentaire parlait. 

## Présentation
L'émission propose des reportages d'investigations sur les sujets d'actualités du moment (révolutions arabes, dangers du Médiator, mort d'Oussama Ben Laden...). Le magazine s'est fait un nom avec des reportages inédits qui contiennent chacun leurs lots de scoops comme Comment j'ai tué Pierre Goldman qui révélait les noms des assassins du militant d'extrême gauche.
L'émission s’appelait à l'origine Lundi Investigation, et a été créée en septembre 2002, en complément de l'émission 90 Minutes. Elle a porté ce nom de septembre 2002 à juin 2007, puis a été renommée Jeudi Investigation jusqu'en juin 2008, où elle a pris son nom actuel, Spécial Investigation.
La différence entre l’émission 90 Minutes et l'émission Lundi Investigation réside dans le fait que dans Lundi Investigation, Canal+ commande des reportages à d'autres agences de presse, tandis que dans 90 Minutes, la chaîne produit elle-même ses reportages.
Initialement diffusée le dimanche après-midi, elle est ensuite diffusée le lundi soir en deuxième partie de soirée.

## Événements notables

### Documentaire de 2015 sur l'évasion fiscale au Crédit Mutuel
En juillet 2015, Vincent Bolloré, à la tête du groupe Vivendi, propriétaire de Canal+, interdit personnellement la diffusion du documentaire Évasion fiscale, une affaire française, qui était prévu dans l'émission, et consacrée à des pratiques d'encouragement de la fraude fiscale qu'organiserait le Crédit mutuel. Le journal Médiapart accuse l'affaire d'être « inédite dans l'histoire de Canal+ » et met en cause les liens d'amitié entre Vincent Bolloré et Michel Lucas, le patron du Crédit mutuel, ainsi que les liens d'affaires entre le Crédit mutuel et Vivendi. Le documentaire sera finalement diffusé sur France 3, dans l'émission Pièces à conviction. Depuis, la direction réduit drastiquement les sujets d'enquête autorisés.
Jean-Baptiste Rivoire rédacteur en chef adjoint de Spécial Investigation proteste contre cette entrave au travail de son équipe et décide de s'engager comme syndicaliste. Il est alors confronté à son actionnaire qui le convoque à un entretien disciplinaire puis le laisse sans affection pendant des années. 
En novembre 2021 il présente le média Off-investigation, un site d'information indépendant spécialisé dans l'enquête télévisée.

## Article de presse
- Les coulisses pas très nettes de Spécial investigation , article de Richard Sénéjoux publié le 10 juin 2013 dans Télérama.